# Deutsche Feuerwehr-Gewerkschaft
Die Deutsche Feuerwehr-Gewerkschaft (DFeuG) ist eine deutsche Gewerkschaft, die sich für die Belange von Feuerwehrleuten einsetzt. Sie vertritt Angehörige von Berufs-, Hauptamtlichen-, Werk-, Betriebs- und Flughafenfeuerwehren, sowie Mitarbeiter im Rettungsdienst, die bei kommunalen Arbeitgebern beschäftigt sind.

## Geschichte

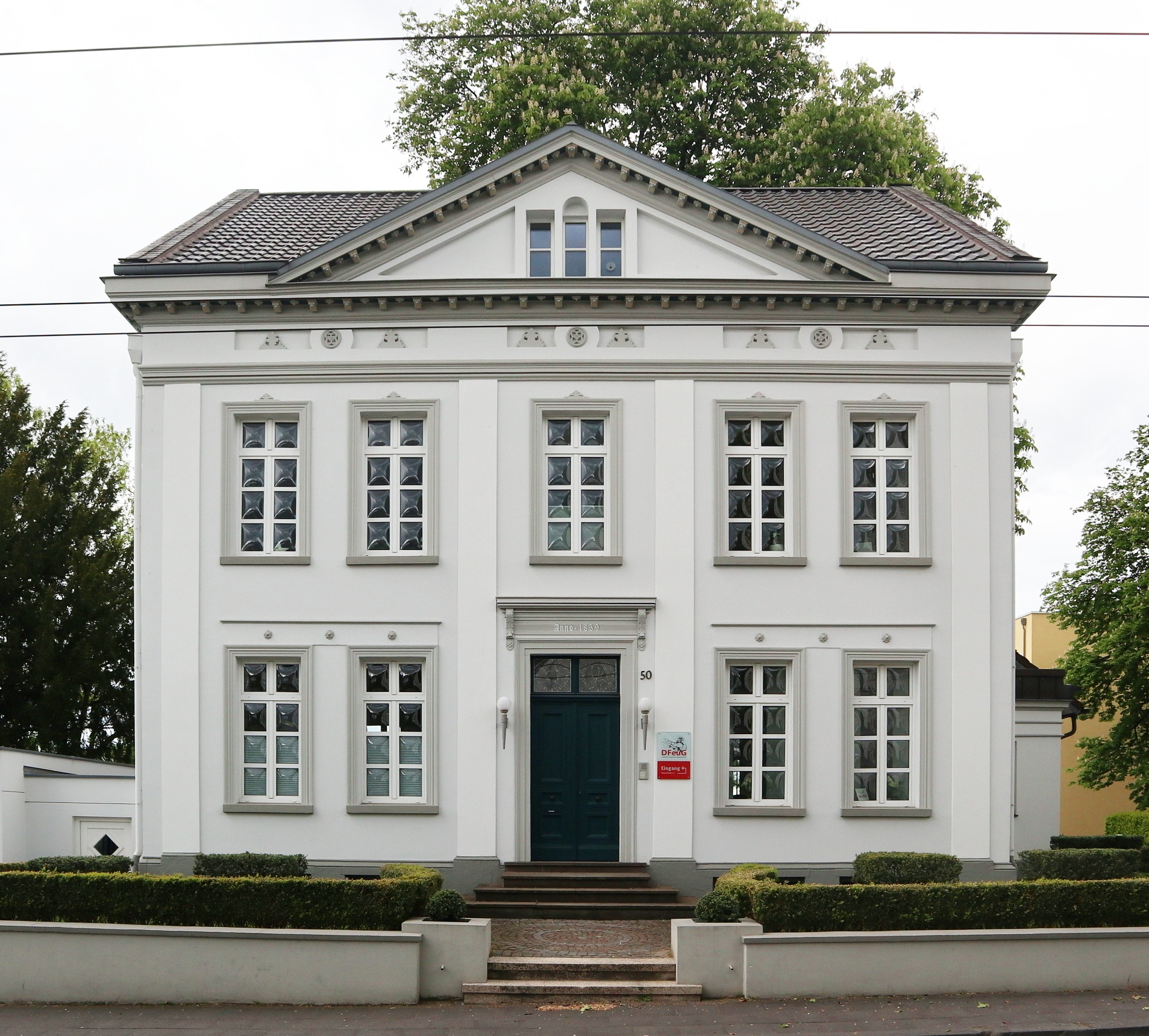
Sitz der Bundesgeschäftsstelle in Solingen

Die DFeuG wurde am 1. Mai 2011 in Solingen gegründet. Hervorgegangen ist sie aus der 2006 gegründeten Interessenvertretung der Feuerwehr e. V. (IdFw), deren Geschäftsführer der Solinger Rechtsanwalt Uwe Scherf war. Die Bundesgeschäftsstelle der Gewerkschaft befindet sich in Solingen (Nordrhein-Westfalen).
2015 legte die DFeuG eine Verfassungsbeschwerde gegen das Tarifvertragsgesetz ein. Das Bundesverfassungsgericht lehnte die Beschwerdebefugnis ab, da die DFeuG keine Betroffenheit nachweisen konnte und Zweifel an ihrer Tariffähigkeit bestünden.

## Struktur/Gliederung
Die DFeuG verfügt derzeit (Stand: Juni 2018) über Mitglieder in allen Bundesländern und die nachfolgend aufgelisteten dreizehn Landesgruppen mit Landesvorständen. Der Bundesvorstand bildet gemeinsam mit den jeweiligen Landesvorsitzenden den geschäftsführenden Vorstand.
| Landesverband       | Vorsitzende/r                                        |
| ------------------- | ---------------------------------------------------- |
| Bayern              | Jürgen Haller-Hörmann von und zu Guttenberg, München |
| Baden-Württemberg   | Yves Pasquini, Leinfelden-Echterdingen               |
| Berlin-Brandenburg  | Lars Wieg, Berlin                                    |
| Bremen              | René Dreimann, Bremerhaven                           |
| Hamburg             | Jan Kai Heinrich, Hamburg                            |
| Hessen              | Sven Ziegler, Wiesbaden                              |
| Niedersachsen       | Harald Steinmann, Wolfsburg                          |
| Nordrhein-Westfalen | Dirk Viertelhaus, Remscheid                          |
| Saarland-Pfalz      | Dirk Wilhelm, Saarbrücken                            |
| Sachsen             | Thomas Schuppe, Leipzig                              |
| Schleswig-Holstein  | Robert Pohl, Brunsbüttel                             |
| Thüringen           | Andreas Kacsur, Mühlhausen                           |

## Positionen/Aufgaben
Die wesentlichen Ziele der Deutschen Feuerwehr-Gewerkschaft sind die Mitwirkung an der Sicherstellung der nichtpolizeilichen Gefahrenabwehr, sowie die Wahrung und Verfolgung berufspolitischer, sozialer und tariflicher Interessen ihrer Mitglieder.
Weitere Positionen der gewerkschaftlichen Tätigkeit sind folgende:
- Aufrechterhaltung oder Rückführung der derzeitigen Sicherheitsstandards für Kollegen und Bevölkerung z. B. Hilfsfrist
- Bundesweite Umsetzung der EU-Arbeitszeitrichtlinie für Feuerwehren
- Beibehaltung einer sozial gerechten Kostendämpfungspauschale
- Verbesserung der Kontakte zu Politik und Verwaltung
- Beibehaltung der Arbeitszeitgrenze für Feuerwehrleute bei 60 Jahren
- Schaffung eines Modells für Altersteilzeit ab 55 Jahren
- Bundesweite Einführung einer eigenen Feuerwehrlaufbahn
- Bundesweite Zusammenarbeit mit allen Feuerwehren
- Ausbau landesweiter Netzwerke
- Verbesserung der Arbeitsbedingungen für Feuerwehrleute
- Anerkennung von Zulagen als ruhegehaltsfähig

Sie nimmt hierfür an Personalratswahlen und Tarifverhandlungen teil und dient politischen Gremien als Fachberatung.

## Verschiedenes
Die DFeuG steht im engen Kooperationskontakt zu anderen Fachgewerkschaften, Interessenvertretungen und Berufsverbänden. Die DFeuG tritt außerdem als Sponsor feuerwehrnaher Sportveranstaltungen auf.